# Ministero del petrolio (Egitto)
Il Ministero del Petrolio e delle Risorse Minerarie (in arabo وزارة البترول والثروة المعدنية‎?) è il ministero della Repubblica Araba d'Egitto preposto alla ricerca, alla produzione e al commercio di petrolio, gas e altre risorse energetiche.
Il ministero è stato istituito nel 1972 e l'attuale ministro in carica è Tāreq al-Mollā. Il ministero controlla direttamente cinque aziende pubbliche: l'Egyptian General Petroleum Corporation (EGPC), l'Egyptian Natural Gas Holding Company (EGAS), l'Egyptian Petrochemicals Holding Company (ECHEM), la Ganoub El Wadi Petroleum Holding Company (GANOPE) e l'Egyptian General Authority for Mineral Resources.

## Ministri del Petrolio e delle Risorse Minerarie
- 1971-1981: Ali Wali
- 1981-1984: Aḥmad Ezz al-Dīn Helāl
- 1984-1991: ʿAbd al-Hādī Qandīl
- 1991-1999: Hamdī al-Banbī
- 1999-2011: Sāmir Fahmī
- 2011: Mahmoud Latif
- 2011-2012: Abdullah Ghorab
- 2012-2013: Osama Kamal
- 2013: Sherif Haddara
- 2013-2015: Sherif Ismail
- 2015- in carica: Tāreq al-Mollā